# Oost-Pruisisch voetbalkampioenschap 1920/21
In 1920/21 werd het zesde Oost-Pruisisch voetbalkampioenschap gespeeld, dat georganiseerd werd door de Baltische voetbalbond.
VfB Königsberg werd kampioen en plaatste zich voor de Baltische eindronde. VfB werd aanvankelijk kampioen, maar na een protest van Preußen Danzig moest de wedstrijd tegen Danzig herspeeld worden en dat werd een gelijkspel. Stettiner SC werd tot kampioen uitgeroepen en plaatste zich voor de eindronde om de Duitse landstitel. Na protest van VfB Königsberg werd de eerste uitslag tegen Danzig terug aangenomen en werd Königsberg kampioen, voor de Duitse eindronde was het echter te laat.

## Reguliere competitie

### Bezirksliga Königsberg
| Plaats | Club                             | Wed. | W | G | V | Saldo | Ptn. |
| ------ | -------------------------------- | ---- | - | - | - | ----- | ---- |
| 1.     | VfB Königsberg                   | 8    | 7 | 1 | 0 | 41:4  | 15   |
| 2.     | SV Rasensport-Preußen Königsberg | 7    | 4 | 0 | 3 | 12:22 | 8    |
| 3.     | SV Prussia-Samland Königsberg    | 5    | 3 | 1 | 1 | 12:8  | 7    |
| 4.     | SV Concordia Königsberg          | 6    | 1 | 0 | 5 | 4:16  | 2    |
| 5.     | SpVgg ASCO Königsberg            | 6    | 0 | 0 | 6 | 2:21  | 0    |

|  | Kampioen, geplaatst voor eindronde     |
|  | Kwalificatieronde voor volgend seizoen |

#### Kwalificatieronde
| Plaats | Club                  | Wed. | W | G | V | Saldo | Ptn. |
| ------ | --------------------- | ---- | - | - | - | ----- | ---- |
| 1.     | SpVgg ASCO Königsberg | 3    | 2 | 0 | 1 | 2:1   | 4:2  |
| 2.     | MTV Ponarth           | 3    | 1 | 2 | 0 | 1:1   | 4:2  |
| 3.     | SV Baltia Königsberg  | 3    | 1 | 1 | 1 | 1:2   | 3:3  |
| 4.     | SC Hansa Königsberg   | 3    | 0 | 1 | 2 | 1:1   | 1:5  |

|  | Verblijf in Bezirksliga   |
|  | Promotie naar Bezirksliga |

### Andere Bezirksliga's
Van de andere Bezirksliga's zijn enkel de kampioenen bekend.
| Bezirk                          | Bezirksmeister         |
| ------------------------------- | ---------------------- |
| Bezirk II Tilsit-Memel          | SC Lituania Tilsit     |
| Bezirk III Insterburg-Gumbinnen | SV Insterburg          |
| Bezirk IV Südostpreußen         | SV Viktoria Allenstein |
| Bezirk V Masuren                | Masovia Lyck           |
| Bezirk VI Ostpreußen West       | SV Viktoria Elbing     |

## Eindronde

### Voorronde
| Team 1             | Uitslag | Team 2                 |
| ------------------ | ------- | ---------------------- |
| SpV Masovia Lyck   | 2:1     | SV Viktoria Allenstein |
| SC Lituania Tilsit | 3:0     | SV Insterburg          |
| VfB Königsberg     | 6:1     | SV Viktoria Elbing     |

### Finaleronde
| Plaats | Club               | Wed. | W | G | V | Saldo | Ptn. |
| ------ | ------------------ | ---- | - | - | - | ----- | ---- |
| 1.     | VfB Königsberg     | 2    | 2 | 0 | 0 | 11:2  | 4:0  |
| 2.     | Masovia Lyck       | 2    | 1 | 0 | 1 | 1:6   | 2:2  |
| 3.     | SC Lituania Tilsit | 2    | 0 | 0 | 2 | 2:6   | 0:4  |

|  | Kampioen |